# الحمامات العربية في جيان
الحمامات العربية (بالإسبانية: Baños Arabes de Jaén) هي حمامات عربية تاريخية تقع في مدينة جيان في إسبانيا. 

## التاريخ
يعود تاريخ البناء إلى القرن الحادي عشر خلال فترة الحكم الإسلامي والخلافة الأموية في الأندلس، وهي أحد المعالم التاريخية وواحدة من أكبر الحمامات العربية الأندلسية التي تتميز بالغرف الدافئة والكبيرة، لعبت الحمامات العربية أهمية كبيرة في ثقافة الأندلس كمكان روحي وتجمع اجتماعي.

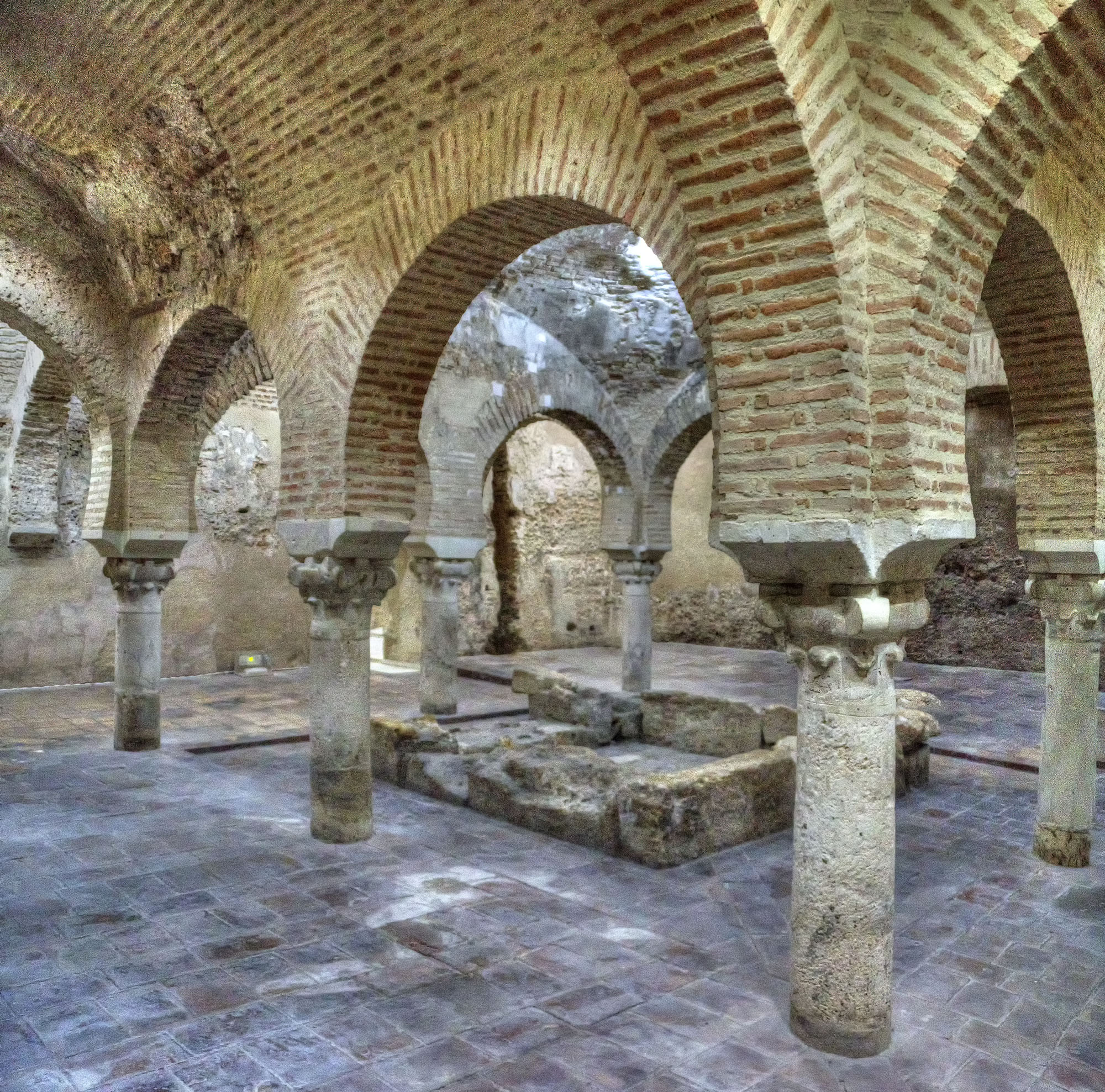
الحمامات العربية في جيان في إسبانيا

استخدمت فترة من الزمن كمدابغ، وفي القرن السادس عشر، بنى قصر فوق الحمامات من قبل حكام المنطقة مما أدى ذلك إلى إخفاؤها.
تم اكتشافها بواسطة إنريكي روميرو دي توريس في عام 1913 أثناء مسح للمباني التاريخية في المدينة، اجريت دراسات أثرية للمنطقة وتم إعلان الموقع منطقة تراث ثقافي لإسبانيا في عام 1931.
موقع الحمامات العربية في الوقت الحاضر مفتوح للزوار كوجهة جذب تاريخية وسياحية وكجزء من قصر فيلاردومباردو، وما زالت على ما هو عليه حتى الآن.

## معرض صور

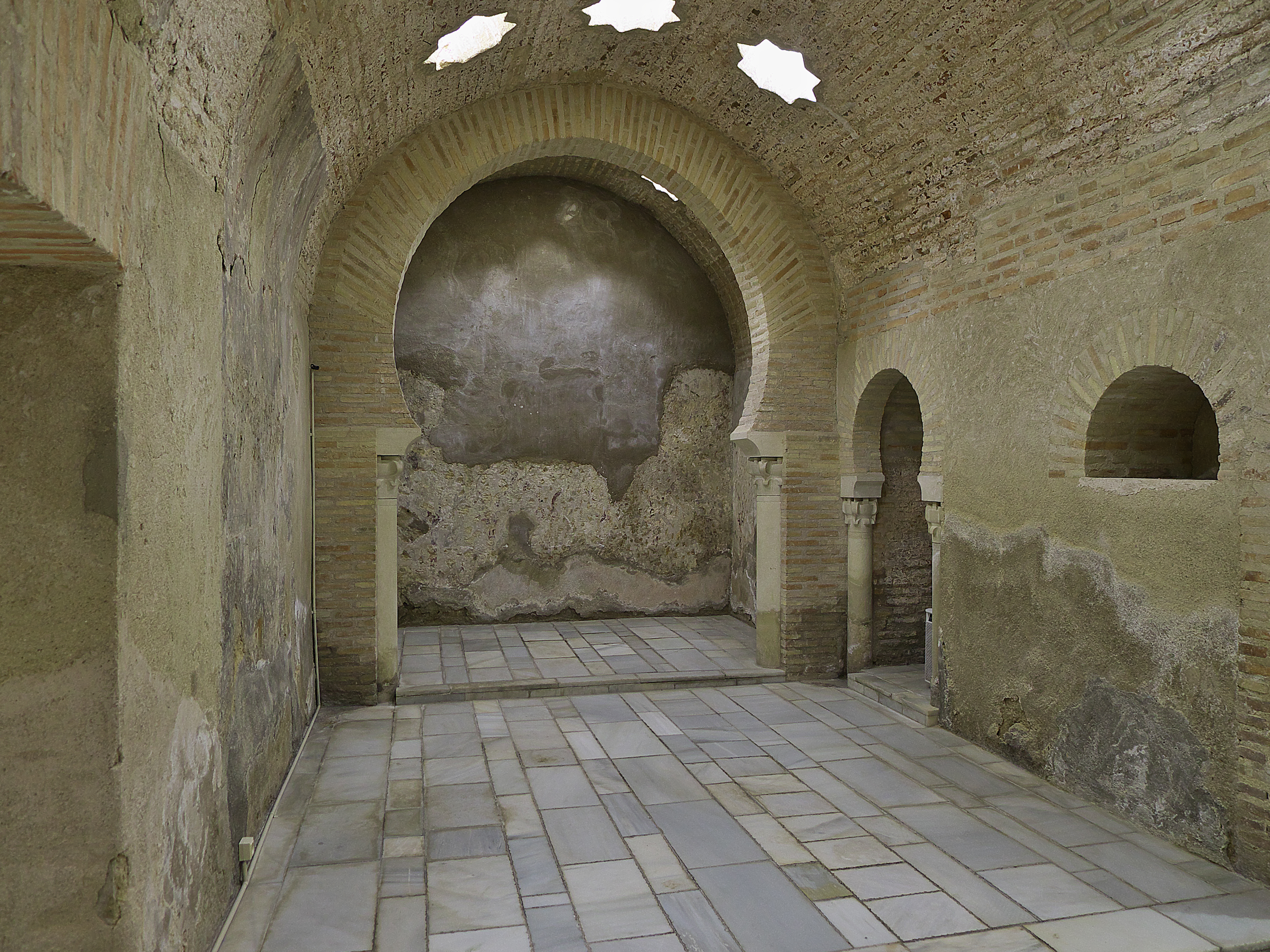
غرفة تبديل الملابس
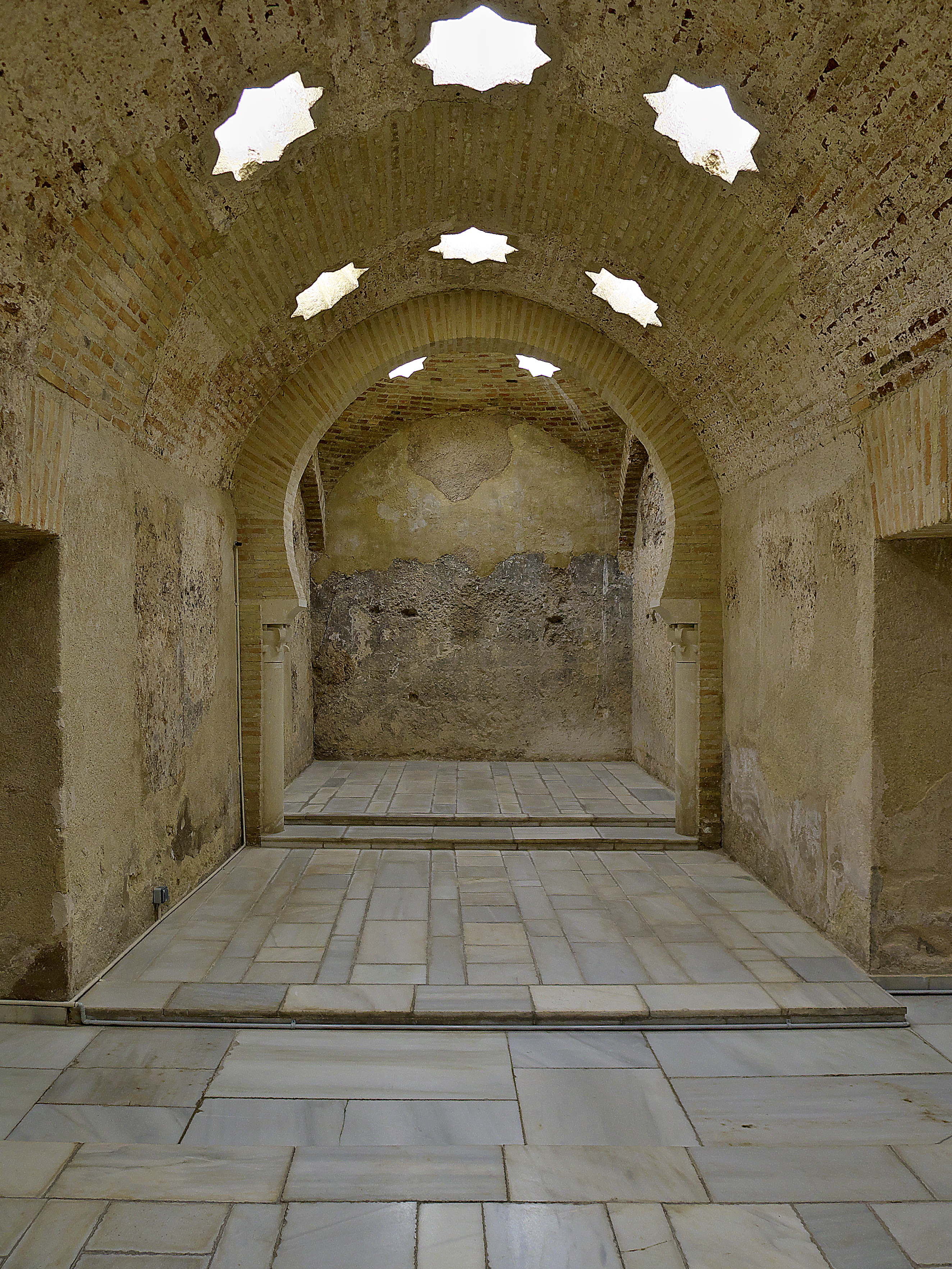
الغرفة الباردة
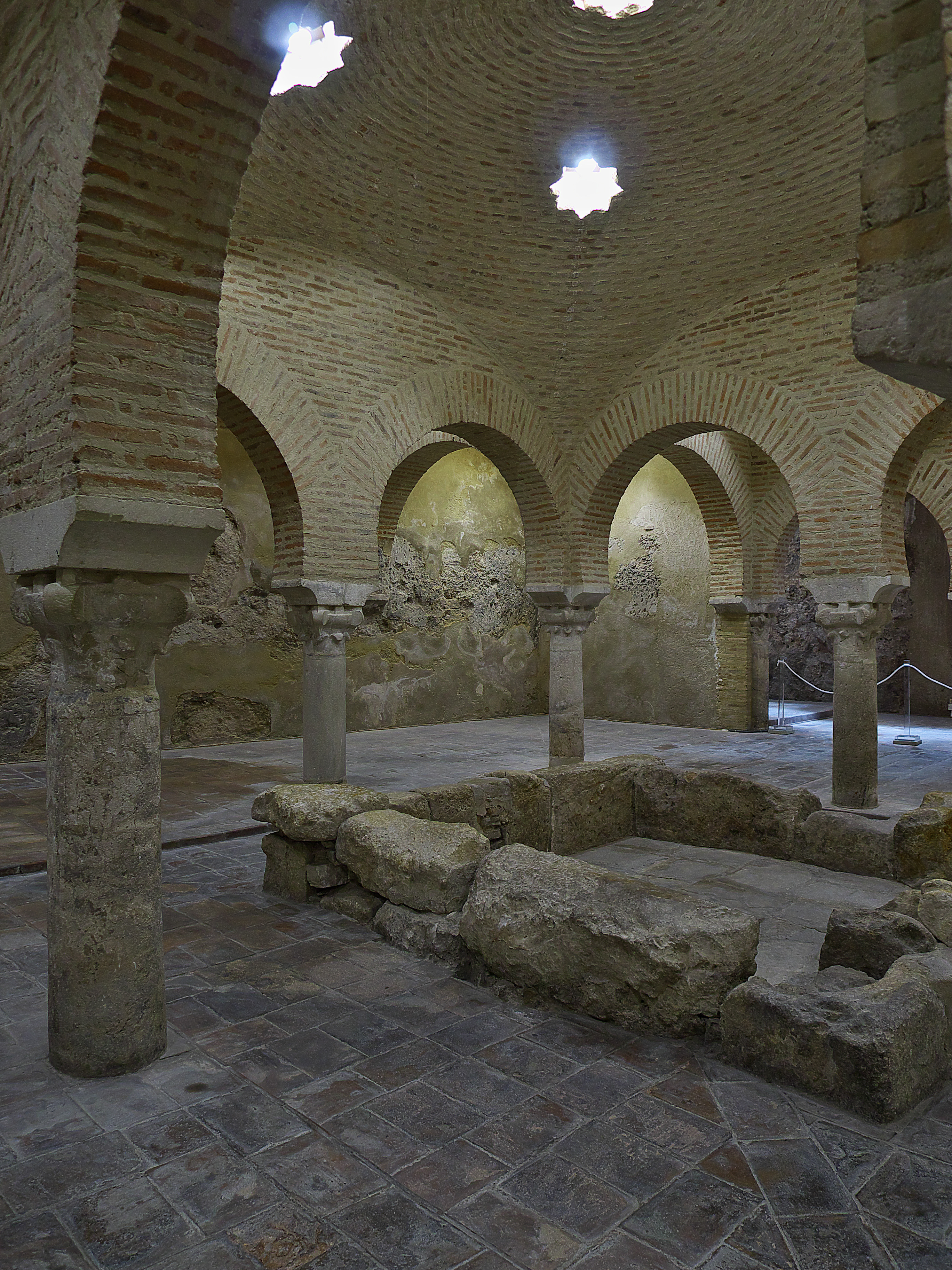
الغرفة الدافئة
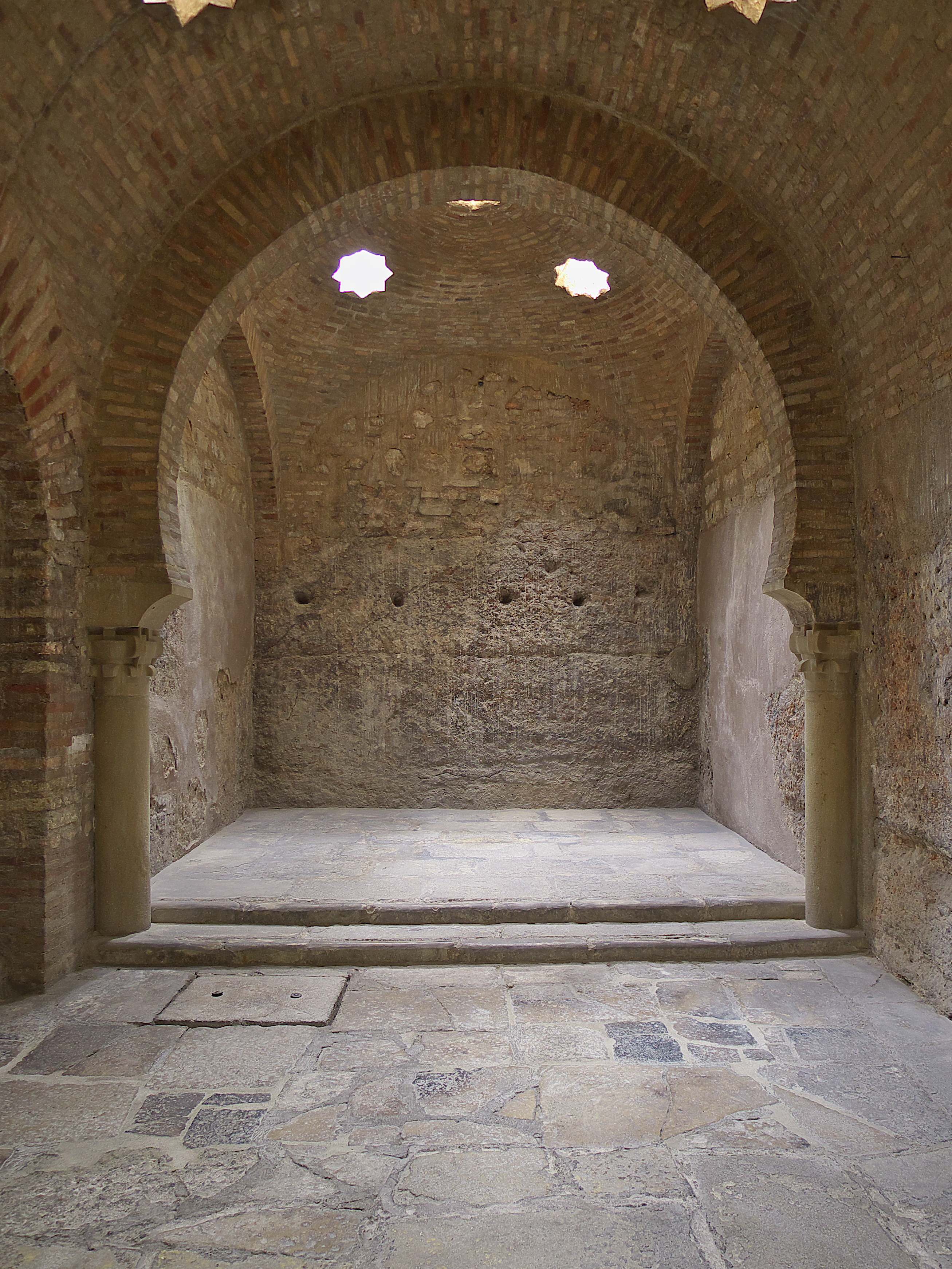
البيت الساخن